# Altiani
Altiani (en cors Altiani) és un municipi sota l'estat francès, situat a Còrsega, al departament d'Alta Còrsega. L'any 1999 tenia 95 habitants.

## Demografia
| 1962 | 1968 | 1975 | 1982 | 1990 | 1999 |
| ---- | ---- | ---- | ---- | ---- | ---- |
| 104  | 126  | 126  | 100  | 90   | 95   |

## Administració
| Període   | Identitat      | Partit | Qualitat |  |
| --------- | -------------- | ------ | -------- |  |
| 1959-2001 | Joseph Campana |        |          |  |
| 2008      | Marius Luciani |        |          |  |